# بوكو (ملكة)
الملكة بوكو، أو أورا، أو عبلة بوكو (بالفرنسية: Abla Pokou)‏ (1730-1750) هي ملكة ومؤسسة قبيلة باوليه في غرب أفريقياأو ما يعرف اليوم بساحل العاج.حكمت أكثر من فرع من إمبراطورية آشانتي القوية وتوسعت بها غربا. المعروف أيضاً عن شعب اكان أنهم أصبحوا أسلاف أكبر قبيلة من ساحل العاج الحديث.

## سيرتها الذاتية
ولدت الملكة بوكو أميرة كوماسي في غانا، ابنةً لنايكو كوماسيا، شقيقةً لداكون، خليفة مشؤومة لأوبوكو وير الأول، وابنة أخ لأوسي كوفي توتو الأول، ملكة عظيمة وشريكة في تأسيس إمبراطورية آشانتي.
كانت الملكة بوكو زعيمة لجماعة منشقة من أهم جماعات آشانتي الكونفدرالية التي رفضت الانضمام وأدى ذلك إلى خلافات بين الفصائل وحرب في غانا.قادت بوكو مجموعتها غرباً خلال رحلة طويلة وشاقة إلى نهر كومو. طلبت بوكو من كاهنها أن يصف لها كيفية عبور النهر بسلام، وقال لها أن ذلك يتطلب التضحية، وضحت بوكو بابنها الرضيع وألقته في الماء وينادي "باوليه"الطفل قد مات". وهذا هو السبب في أن ذريتها من تعرف حتى اليوم باسم باوليه. بعد التضحية، ظهرت أفراس النهر وشكلت جسراً عبرت عليه بوكو وشعبها إلى الجانب الآخر.
بعد عبور النهر، استقرت بوكو وشعبها لاستعمار طريق زراعي في منطقة السافانا، ويسكن شعب باوليه اليوم في منطقة الواقعة بين نهري كومو وبانداما،وشعب باوليه هو أكبر قبيلة في ساحل العاج الحديث، بعد استيعاب بعض القبائل الصغيرة على مر القرون، ولكن تأثيرها قد تضاءل منذ القرن ال19. تم سرد قصة الملكة بوكو وباوليه في كتاب أساطير افريكانز الذي كتبه ماكسمليان كوينم.

## إرثها
أصبحت بوكو شخصية في الثقافة الشعبية داخل ساحل العاج. وقالت أنها قد كتبت عن مناسبات عدة، بما في ذلك اختيار الملكة بوكو (مترجمة إلى الإنجليزية عن ملكة بوكو: كونشيرتو للذبيحة) من خلال Véronique Tadjo،والتي فازت بالمركز الخامس في الجائزة الأدبية الكبرى لقارة أفريقيا السوداء.